# Cerco de Numância
Cerco de Numância foi o cerco final ao ópido celtibero de Numância pelas forças da República Romana que encerrou a Guerra Numantina contra as populações da Hispânia Citerior. Esta guerra foi a terceira das Guerras Celtiberas e irrompeu em 143 a.C.. Uma década depois, o general romano e herói da Terceira Guerra Púnica, Cipião Emiliano, finalmente conseguiu capturar a cidade, que foi completamente arrasada.

## Preparativos romanos
No final de 135 a.C., o Senado Romano nomeou novamente Cipião como cônsul por pressão popular e o enviou à Hispânia para terminar a guerra na qual outros generais romanos não vinham tendo sucesso. Cipião encontrou as tropas romanas na região com o moral baixo por causa das sucessivas derrotas. A chance de novos saques era baixa e havia poucos incentivos para um alistamento voluntário. Ainda assim, Cipião conseguiu juntar um exército de 20 000 romanos e mais 40 000 auxiliares, incluindo mercenários como a cavalaria númida, liderada por Jugurta. As tropas receberam um pesado treinamento, marchando constantemente e enfrentando diversas pequenas escaramuças, antes que Cipião se sentisse confiante o suficiente para cercar o grande ópido de Numância, a principal cidade celtibera. Seu plano era vencer pela fome e não capturá-la em um assalto direto.

## Cerco
O exército de Cipião montou dois acampamentos e construiu uma muralha de circunvalação à volta da cidade com sete torres a partir das quais seus arqueiros podiam atirar por cima da muralha numantina. Ele também represou o pântano vizinho e criou um lago entre a muralha da cidade e sua própria muralha. Para proteger seus acampamentos, Cipião construiu também muralhas exteriores (cinco no total) de contravalação. Para completar o cerco, Cipião isolou a cidade do rio Douro: nos pontos onde o rio entrava e saía da cidade, pares de torres foram construídas e, entre os pares, cabos com lâminas foram estendidos através do rio para evitar a passagem de barcos e nadadores.

## Contra-ataque
Os numantinos tentaram, sem sucesso, um contra-ataque antes que o maior guerreiro numantino, Retógenes, conseguisse finalmente liderar um pequeno bando rio abaixo furando o bloqueio. Os numantinos seguiram primeiro para os arévacos, mas seus pedidos foram ignorados. Ele então seguiu para Lutia, onde foi bem recebido pelos jovens guerreiros. Porém, os anciãos da tribo alertaram Cipião, que marchou para lá, capturou os 400 jovens e cortou-lhes as mãos. Quando Cipião retornou, Avaro, o líder dos numantinos, aceitou negociar.

## Rendição
Os primeiros embaixadores numantinos imploraram a liberdade dos habitantes da cidade em troca da rendição completa, mas Cipião não aceitou. Eles foram mortos ao retornarem pelos próprios numantinos, que acreditavam que eles haviam feito um acordo com os romanos. A cidade se recusou a se render e a fome se instalou. Relatos de canibalismo se seguiram e famílias inteiras começaram a se suicidar em conjunto. Os poucos sobreviventes finalmente se renderam, mas não antes de colocarem fogo na cidade. Cipião tomou a cidade e arrasou até o chão no final do verão (no hemisfério norte) de 133 a.C..

## Legado
O cerco de Numância foi relatado por diversos historiadores romanos, que admiravam o senso de liberdade dos antigos iberos e reconheciam suas habilidades marciais na guerra contra as legiões romanas. Miguel de Cervantes escreveu uma peça sobre o evento, "La Numancia", ainda hoje sua obra dramática mais conhecida.